# Verșînova Muraviika, Kulîkivka
Verșînova Muraviika (în ucraineană Вершинова Муравійка) este localitatea de reședință a comunei Verșînova Muraviika din raionul Kulîkivka, regiunea Cernihiv, Ucraina.

## Demografie
Componența lingvistică a localității Verșînova Muraviika
     Ucraineană (96,77%)
     Rusă (2,66%)
     Alte limbi (0,38%)
Conform recensământului din 2001, majoritatea populației localității Verșînova Muraviika era vorbitoare de ucraineană (96,77%), existând în minoritate și vorbitori de rusă (2,66%).